# Pierpaolo Bresciani
Pierpaolo Bresciani (Arco, 21 luglio 1970) è un allenatore di calcio ed ex calciatore italiano, di ruolo attaccante.

## Caratteristiche tecniche

### Giocatore
Giocava nel ruolo di ala destra.

## Carriera

### Giocatore
Cresciuto nelle giovanili del Milan, ha militato in diverse squadre italiane di Serie A, tra cui il Foggia, il Bologna ed il Venezia.
La sua stagione più prolifica è stata quella del campionato di Serie A 1994-1995 in cui riuscì a totalizzare 7 reti (tra cui una doppietta che consentì ai foggiani di sconfiggere 2-0 la Juventus).
Chiude la carriera nel Trento in Serie D, che lo aveva lanciato a 18 anni.

### Allenatore
Il 30 giugno 2010 è diventato l'allenatore della formazione Berretti del Mezzocorona, squadra della provincia di Trento militante in Lega Pro Seconda Divisione.

## Palmarès

### Giocatore

#### Competizioni nazionali
- Coppa Italia Serie C: 1

Monza: 1990-1991